# 夜班 (遊戲)
《夜班》是一款由Tobias Weber编剧并执导的互動式全动态影像遊戲。這款遊戲所使用的互動電影技術是由CtrlMovie公司開發的。此作品在許多國際影展中放映，其中包括紐約影展、雨舞影展，以及新影展。

## 玩法
遊戲的呈現形式很像一部平常的電影。在觀賞過程中，玩家可以替主角做出選擇。在做決定的過程中，畫面不會暫停，所以觀眾必須實時作出反應。這部互動式電影共有180個選擇點，玩家的操作會影響到角色和遊戲中的事件，並讓故事走向七種不同的結局之一。

## 劇情
可操作的角色和故事主角是馬特·湯普森（Matt Thompson），一名在停車場當管理員的大學生。有一天晚上，馬特意外捲入倫敦的犯罪世界，被迫和一群持械搶匪共事。他最後和該團伙中的一位年輕女子美玲（May-Ling）變成朋友，甚至可能發展成情侶。玩家的選擇會影響遊戲裡的事件，並可能讓馬特和美玲面對各種不同命運的多樣結局。
在《最完美的結局》（True Ending）這個結局中，男主角馬特和女主角美玲成功地共同逃脫險境，並且成功騙取了一大筆財富。兩人因此過上了幸福的生活，不僅獲得了愛情，還獲得了錢財。要達到這個結局，遊戲過程中有幾個關鍵的選擇：
首先，在遊戲前半部分，玩家需要不斷提高與美玲的好感度。例如，同意這是一個美好的夜晚、支持美玲的出價、與她擊掌、堅持帶她離開場所、在飯店親吻她，以及在逃亡過程中選擇信任她。
然後，在得知碗的下落後，玩家需要前往拍賣行並選擇乘坐電梯。在電梯中，決定留在拍賣行並前往車庫（這是一個關鍵選擇）。接著，帶著真碗找到帕爾，說服他碗是假的。當帕爾打碎碗後，與他達成交易。
在此同時，蔡家人正在外面迎接帕爾。最終，馬特和美玲成功地保住了性命，同時獲得了一大筆財富，實現了這個故事唯一的最佳結局。

### 延伸結局
- 業餘騙子 (The Amateur Con) － 最後，男主角在車上接到美玲的來電，選擇與帕爾對峙，小心翼翼地將碗放在桌上，但在阻止帕爾摔碗的過程中失去控制，碗被帕爾丟在地上碎裂。主角被帕爾擊倒，跌倒在地。當他離開時，目睹了美玲被蔡家帶走，生命危在旦夕（但男主角仍活著！）

- 懦夫 (The Coward) － 在車上找到真碗後，男主角選擇不接來電、不回短信，獨自帶著碗回家。但他最後在家中被警察逮捕，並收到蔡家恐嚇的短信，裡面是美玲遇害的照片。

- 深入虎穴 (The Lion’s Den)  － 男主角在車上找到真碗後，接到美玲的來電，決定前往蔡家。確認碗真實後，蔡家人遞給他一張房卡，編號為731。然而，當他進入房間時，發現美玲倒在地上奄奄一息。同時，警察闖入將他帶走。

- 貪圖便宜 (The Bribe)  － 男主角兩手空空來到帕爾家，選擇避免與帕爾發生衝突。在得知保險櫃密碼後，他選擇自己打開保險櫃，拿到槍，但不殺帕爾。如果他接受帕爾的封口費，劇情將發展為：男主角帶著槍逼迫帕爾去拍賣行取回真碗，然後去找蔡家。根據男主角對帕爾的回答，劇情將分為兩個結局。若選擇「否」，男主角與帕爾都能安全脫身，但美玲的下落仍然未知。若選擇「是」，劇情將與深入虎穴結局相同，男主角在酒店房間發現美玲，

- 使命送達 (The Delivery)  － 當主角拒絕帕爾的賄賂，真碗會被送至帕爾家。由於想要拯救美玲，男主角打電話通知蔡家過來取真碗。然而，最終蔡家人綁架了帕爾，並未兌現承諾釋放美玲，與之前的結局相同。

- 突然暴怒 (The Frenzy)  － 男主角進入帕爾家後，陷入憤怒，選擇用槍射殺帕爾。最後，闖入的蔡家人向男主角開槍，導致他喪命。

## 角色
- Joe Sowerbutts 飾 馬特·湯普森（Matt Thompson）
- 安部春香 飾 美玲（May-Ling）
- Richard Durden 飾 塞繆爾·帕爾（Samuel Parr）
- Lily Travers 飾 艾洛迪（Élodie）
- Joel Basman 飾 塞巴斯蒂安（Sébastien）
- Sol Heras 飾 傑夫（Jeff）
- Tom Phillips 飾 西蒙（Simon）
- Johnny Sachon 飾 李（Lee）
- Daryl Kwan 飾 蔡神父（Father Tchoi）
- Junix Inocian 飾 吳先生（Mr. Woe）
- Tai Yin Chan 飾 小蔡（Tchoi Jr.）

## 評價
遊戲在Steam上獲得了「非常正面」的評價，根據評論彙總網站Metacritic的評分為 72/100。《星期日泰晤士報》將它譽為「年度最重要的電影」，《衛報》則認為它是「值得關注的數位體驗」。這部影片贏得了許多獎項，包括英国电影和电视艺术学院Cymru 獎（最佳遊戲獎）、Game Connection Development Awards 的「最佳手機/平板遊戲」和「最具創意與原創性獎」，以及巴西 BIG Festival 的「最佳敘事獎」。此外，它還獲得了 IMG 獎的提名，以及2017 年獨立遊戲開發者協會獎（The Independent Game Developers' Association Awards）的「視覺設計獎」和「動作與冒險遊戲獎」，以及2018 年開發頒的「寫作或敘事設計獎」和「遊戲創新獎」。
雖然大部分的反應都是正面的，但也有一些批評聲音。Vice 認為它是一個「引人入勝的失敗作」。Eurogamer 則注意到遊戲中的連貫性錯誤。

## 外部連結
- 官方网站
- 互联网电影数据库（IMDb）上《夜班》的资料（英文）